# Pedaliodes foersteri
Pedaliodes foersteri är en fjärilsart som beskrevs av Hayward 1967. Pedaliodes foersteri ingår i släktet Pedaliodes och familjen praktfjärilar. Inga underarter finns listade i Catalogue of Life.